# Giulio De Petra
Giulio de Petra (Casoli, 13 febbraio 1841 – Napoli, 22 luglio 1925) è stato un archeologo italiano.

## Biografia
Nacque a Casoli dal medico Pietro e da Raffaella Vigezzi: dopo gli studi presso il collegio degli scolopi di Chieti, si iscrisse alla facoltà di Giurisprudenza dell'università di Napoli, ma ben presto preferì gli studi storici e iniziò a frequentare le lezioni di archeologia di Giuseppe Fiorelli che, nel 1862, lo volle come suo coadiutore alla direzione del Museo Archeologico Nazionale di Napoli e ispettore agli scavi di Pompei, Ercolano, Stabia e Cuma.
Succedette al Fiorelli come professore ordinario di Archeologia presso l'Università di Napoli il 28 novembre 1872 e, il 2 maggio 1875, come direttore del Museo Archeologico Nazionale. Nel 1895 De Petra fu il primo a studiare con criterio scientifico il sito archeologico di Cluviae, antica città sannita, nei pressi del suo paese natale Casoli (CH).
Pubblicò numerosi e notevoli studi, in particolare sulle tavolette cerate di Pompei e sulla villa dei Papiri di Ercolano. Fu uno dei più stretti collaboratori di Theodor Mommsen per i suoi studi sull'Italia meridionale. Numerosi furono i riconoscimenti alla sua attività scientifica: venne nominato membro della Società Reale di Napoli (1877) e dell'Imperiale Istituto Archeologico Germanico (1878), socio dell'Accademia dei Lincei (1888) e Deputato della Regia Deputazione abruzzese di storia patria (1910).
Il 30 dicembre 1914, pochi mesi prima di lasciare la cattedra, venne nominato senatore del Regno, ma a causa dell'età avanzata e della salute malferma partecipò poco ai lavori parlamentari.
Morì a Napoli il 22 luglio 1925.

## Scritti
La voce bibliografica redatta su Giulio De Petra da Raffaele Aurini nel "Dizionario bibliografico" conta 122 scritti editi. 
Qui si ricordano:
- Sulle condizioni delle città italiche dopo la guerra Sociale con applicazioni alle colonie di Pompei e Pozzuoli. Memoria, in “Atti della R. Accademia di arch. lett. e Belle arti”, Napoli, vol. I, Appendice, 1865;
- I monumenti dell'arte classica nella cultura italiana, in “Giornale degli scavi di Pompei”, n.s., II, 1873;
- I Monumenti della villa Ercolanese, in Pompei e la regione sotterrata dal Vesuvio nell'anno LXIX, Napoli, Giannini, 1879;
- La villa Ercolanese dei Pisoni, i suoi monumenti e la sua biblioteca, ricerche e notizie per Domenico Comparetti e Giulio De Petra, Torino, Loescher, 1883;
- Napoli colonia romana, in “Atti Della R. Accademia di arch. lett. e belle arti”, Napoli, vol. XVI, 1891;
- Guida illustrata del museo nazionale di Napoli, compilata da Giulio De Petra, per cura di A. Ruesch, Napoli, Richter, 1908;

numerosi scritti e saggi sono contenuti nei seguenti periodici: “Giornale degli scavi di Pompei”,
“Notizie degli Scavi d Antichità”, Atti della R. Accademia dei Lincei”, “Atti della Società italiana pel progresso delle scienze”; “Atti dell'Accademi di Architettura e Belle Arti”; “Archivio storico napoletano”, “Rivista abruzzese di scienze, lettere e arti”;

## Lettere e carteggi
- Tra papirologia e archeologia ercolanesi, i carteggi Comparetti-de Petra, a cura di Salvatore Cerasuolo; Segue: Lettere dall'Accademia: Giulio Minervini a Domenico Comparetti, a cura di Teresa Cirillo, Messina, Dipartimento di filologia e linguistica, Universita degli studi, 2005, (collezione: Carteggi di filologi, 5);